# Boršt, Dolina
Boršt (italijansko Sant'Antonio in Bosco, tudi Borst; nekoč Sant'Antonio in Selva) je naselje na Tržaškem v Občini Dolina.
Boršt je slovenska zamejska vas na severnem robu Istre v Italiji, z nekaj sto prebivalci. Nahaja se v Občini Dolina, v Bregu. Naselje leži okoli 8 km jugovzhodno od Trsta, na nadmorski višini okoli 170 mnm.

## Znani Slovenci, povezani s krajem

### Rojeni v Borštu
- Drago Žerjal (1903-1991), partizan in ekonomist
- Drago Žerjal (1920-1989), glasbenik in zborovodja
- Jordan Zahar (* 1928), ladjedelec

### Umrli v Borštu
- Dušan Munih - Darko (1924-1945), partizan in narodni junak

### Drugo
- Hrabroslav »Andrej« Ražem (1863-1908), skladatelj, organist in zborovodja
- Drago Petaros (1913-?), organist in zborovodja
- Svetko »Sveto« Grgič (* 1931), glasbenik in zborovodja